# مردمان سرر

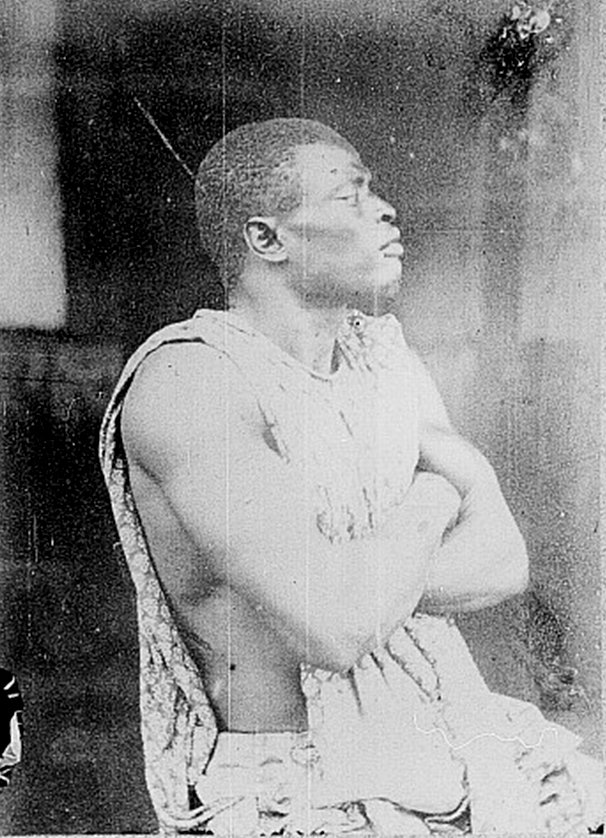
مرد سرر
مردمان سِرِر ( Serer people ) مردمانی با قومیت مذهبی مشترک اند که در آفریقای غربی زندگی می‌کنند. آنها سومین قومیت بزرگ سنگال و جمعیتی نزدیک به ۱۵ درصد سنگالی‌ها را تشکیل می‌دهند. سررها به صورت پراکنده در شمال گامبیا و جنوب موریتانی هم دیده می‌شوند.
ریشهٔ سررها به درهٔ رود سنگال در مرز سنگال و موریتانی بازمی‌گردد که در سدهٔ ۱۱ و ۱۲ و دوباره در سده‌های ۱۵ و ۱۶ هنگامی که روستاهایشان مورد یورش قرار گرفت و تحت فشارهای مذهبی قرار گرفتند هجرت کردند. مردمان سرر به کشاورزی شناخته می‌شوند.